# Sergio Goity
Sergio Washington Goity Klagges (* 21. Februar 1930; † 23. April 1980) war ein chilenischer Fußballspieler. Der Außenverteidiger wurde mit CD Palestino chilenischer Meister 1955 und absolvierte vier Länderspiele für Chile.

## Vereinskarriere
Sergio Goity spielte mindestens von 1955 bis 1956 für den Hauptstadtklub CD Palestino. Mit dem Klub palästinensischer Einwanderer gewann er die Meisterschaft 1955.

## Nationalmannschaft
Sergio Goity debütierte unter Luis Tirado für die Nationalmannschaft beim Campeonato Sudamericano 1956, als er beim 4:3-Erfolg gegen Peru für Manuel Álvarez eingewechselt wurde. Für Goity war es das einzige Turnierspiel. La Roja beendete das Turnier als Vize-Südamerikameister. Durch das gute Abschneiden qualifizierte sich das Team für die Panamerikameisterschaft, bei der Goity drei weitere Länderspiele absolvierte. Chile kam bei dem Turnier allerdings nicht über den letzten Platz hinaus.
Weitere Länderspiele kamen für Goity nicht hinzu, so dass er insgesamt in vier Partien für die Nationalmannschaft auflief.

## Erfolge
Palestino
- Chilenischer Meister: 1955